# Arlen Specter
Arlen Specter (Wichita, 12 febbraio 1930 – Filadelfia, 14 ottobre 2012) è stato un politico e avvocato statunitense, senatore per lo stato della Pennsylvania dal 1981 al 2011 ed in precedenza procuratore distrettuale di Filadelfia dal 1966 al 1974. Specter è stato membro del Partito Democratico dal 1951 al 1965, quando ha aderito al Partito Repubblicano, rimanendoci sino al 2009, anno in cui è tornato al Partito Democratico. Eletto per la prima volta nel 1980, è stato il senatore per lo stato della Pennsylvania in carica più a lungo, avendo rappresentato lo stato per 30 anni al Congresso.

## Biografia e carriera professionale
Arlen Specter nasce il 12 febbraio 1930 a Wichita, in Kansas, da Dorothy Specter (nata Shanin) e Harry Specter, entrambi di origine ucraina poiché provenienti dal villaggio di Bachkuryne dell'Oblast di Cherkasy e di religione ebraica, come anche Specter stesso. La famiglia di Specter si trasferisce poi a Russell, sempre in Kansas, dove il padre Harry gestisce uno sfasciacarrozze e Specter conosce la famiglia del futuro collega senatore Bob Dole, nativo di Russell. Dopo essersi diplomato alla Russell High School nel 1947, Specter studia all'Università dell'Oklahoma e successivamente si trasferisce all'Università della Pennsylvania nella quale si laurea in relazioni internazionali ed entra a far parte della confraternita Phi Beta Kappa nel 1951. Mentre si trova alla Pennsylvania State, Specter è inoltre un membro della confraternita Pi Lambda Phi. Specter raccontava che la famiglia si era trasferita a Filadelfia quando sua sorella Shirley aveva raggiunto l'età per il matrimonio poiché non c'erano altri ebrei a Russell.
Durante la Guerra di Corea, Specter si arruola nell'US Air Force dal 1951 al 1953, raggiungendo il grado di primo tenente.

## Carriera politica

### Membro della Commissione Warren
Specter lavora come assistente per alcuni anni nella Commissione Warren, incaricata di indagare sull'assassinio del Presidente degli Stati Uniti d'America John Fitzgerald Kennedy, su raccomandazione di Gerald Ford. Specter è uno dei cofirmatari della teoria del singolo proiettile, secondo cui le ferite del Presidente Kennedy e del governatore del Texas John Connally fossero state procurate dal medesimo proiettile.

### Procuratore distrettuale di Filadelfia (1966-1974)
Nel 1965, Specter entra in politica iscrivendosi al Partito Democratico e candidandosi per la carica di procuratore distrettuale di Filadelfia contro il suo superiore James C. Crumlish Jr.. Siccome la sezione del Partito Democratico di Filadelfia non appoggia una sua eventuale candidatura, Specter cambia affiliazione politica iscrivendosi al Partito Repubblicano e vincendo le elezioni procuratoriali contro Crumlish Jr. per 36.000 voti.
Assume le funzioni di procuratore distrettuale il 3 gennaio 1966 e le termina il 7 gennaio 1974, quando viene nettamente sconfitto nella corsa per un terzo mandato dall'avvocato F. Emmett Fitzpatrick. Inoltre, Specter non riesce a ottenere la nomination nel Partito Repubblicano né nelle elezioni senatoriali del 1976, né nelle elezioni governatoriali del 1978, nelle quali è sconfitto da Dick Thornburgh.

### Senatore degli Stati Uniti d'America per la Pennsylvania (1981-2011)
Dopo un ritiro di 6 anni alla carriera giudiziaria, Specter si candida alle elezioni primarie del Partito Repubblicano per eleggere il candidato nelle elezioni senatoriali del 1980, in concomitanza con le elezioni presidenziali. Specter riesce a vincere le primarie e successivamente sconfigge con il 50,48% dei voti il candidato del Partito Democratico Peter Flaherty, fermo al 48,04% delle preferenze.
Arlen Specter entra in carica il 3 gennaio 1981, con l'insediamento del 96° Congresso, e nelle tornate elettorali successive riesce a vincere le elezioni per il proprio seggio nel 1986, 1992, 1998 e nel 2004, mentre nel 2010, Specter, candidatosi nel Partito Democratico (a cui era passato disiscrivendosi dal GOP nel 2009, giudicato da Specter come ormai troppo a destra rispetto alla propria linea politica), perde le elezioni primarie contro Joe Sestak, che risulterà poi sconfitto nelle elezioni generali dal candidato del Partito Repubblicano Pat Toomey, il quale a sua volta nel 2004 aveva sfidato Specter nelle primarie del GOP, quasi riuscendo a sconfiggerlo.
Specter lascia il Senato dopo 30 anni di permanenza il 3 gennaio 2011, all'insediarsi del 112° Congresso.

## Vita privata
Arlen Specter nel 1953 sposa Joan Levy. Nel 1979, la moglie Joan viene eletta a uno dei due seggi generali del partito di minoranza assegnati al Consiglio comunale di Filadelfia. Joan Specter mantiene il seggio per quattro mandati, fino a quando lei è sconfitta per la rielezione nel 1995 da Frank Rizzo Jr.  La coppia ha due figli. Specter si laurea alla Yale Law School nel 1956, mentre presta servizio come direttore dello Yale Law Journal. In seguito, Specter apre uno studio legale, Specter & Katz, con Marvin Katz.
Il 16 febbraio 2005, Specter rivela che gli è stato diagnosticato un linfoma di Hodgkin, e, sottopostosi a chemioterapia, sospende le cure il 22 luglio dello stesso anno. Nel 2008 rivela il ritorno del cancro, sebbene in forma meno aggressiva della precedente, sottoponendosi ad un secondo ciclo di chemioterapia, concluso mesi dopo.
Ad agosto 2012, viene diffusa la notizia di un nuovo ritorno del linfoma non-Hodgkin a Specter, che viene ricoverato e poi dimesso dall'ospedale di FIladelfia. Il 14 ottobre 2012, Specter muore nella sua casa di FIladelfia per complicazioni del linfoma non-Hodgkin da cui era affetto, all'età di 82 anni.